# 51
Вижте пояснителната страница за други значения на 51.
51 (петдесет и първа) година е обикновена година, започваща в петък по юлианския календар.

## Събития

### В Римската империя
- Единадесета година от принципата на Тиберий Клавдий Цезар Август Германик (41-54 г.)
- Консули на Римската империя са Клавдий (за V път) и Сервий Корнелий Салвидиен Орфит. Суфектконсули през тази година стават Луций Калвенций Вет Гай Карминий (септември–октомври) и Тит Флавий Веспасиан (ноември–декември)
- Нерон получава титлата princeps iuventutis (принцепс на младежите).[1]
- Секст Афраний Бур е назначен за префект на преторианската гвардия.[2]
- Една от арките на акведукта Аква Вирго намираща се на мястото, където съоръжението прекосява Виа Лата (частта от известния път Виа Фламиния, която е била в рамките на град Рим, а сега е Виа Дел Корсо) е преустроена в триумфална арка на Клавдий отбелязваща победите и присъединяването на Британия към империята.[3]
- Юний Аней Галион става проконсул на провинция Ахея.[4]

### В Партия
- Вонон II умира след няколко месеца на трона. Той е наследен като владетел от сина си Вологаз I.

### В Армения
- Цар Митридат губи трона, който е узурпиран от неговия племенник Радамист.[4]

## Родени
- 24 октомври – Домициан, римски император

## Починали
- Готариз II, цар на Партия
- Вонон II, цар на Партия
- Митридат, цар на Армения
- Каратак крал в Британия
- Луций Вителий, римски политик и баща на император Вителий (роден ок. 5 г. пр.н.е.)